# 堂区 (葡萄牙)
堂区（葡萄牙語：freguesia，葡萄牙語發音：[ˌfɾɛɣɨˈzi.ɐ]）为葡萄牙的三级行政区划，位于市镇之下。堂区名称一般与其行政中心名称一致。堂区行政权由堂区委员会行使。巴塞卢什是下辖堂区最多的市镇，达61个。至2011年止，葡萄牙全国有4,259个堂区。